# Wybory parlamentarne na Malcie w 1962 roku
W wyborach do Izby Reprezentantów na Malcie w 1962 roku zwyciężyła Partia Narodowa przy frekwencji 90,8%. Do obsadzenia było 50 miejsc w parlamencie.

## Wyniki
|  | Partia          | Głosy  | Procent | Mandaty |
|  | --------------- | ------ | ------- | ------- |
|  | Partia Narodowa | 63.262 | 42      | 25      |
|  | Partia Pracy    | 50.974 | 34      | 16      |
|  | Niezależni      | 36.370 | 24      | 9       |